# Вар (департамент)
Вар (фр. и окс. Var) — департамент на юго-востоке Франции, один из департаментов региона Прованс — Альпы — Лазурный Берег. Порядковый номер — 83. Административный центр — Тулон. Население — 1 026 222 человека (22-е место среди департаментов, данные 2010 года).

## История
Вар — один из первых 83 департаментов, образованных во время Великой французской революции в марте 1790 года. Создан на территории бывшей провинции Прованс. Название происходит от реки Вар. В 1860 году часть территории Вара была отрезана и передана вновь образованному департаменту Приморские Альпы, в результате река Вар, давшая имя департаменту, оказалась за пределами его территории.
Благодаря климатическим условиям несколько веков назад он стал родиной промышленного производства эссенциальных масел.

## Географическое положение
Департамент Вар расположен на юго-востоке Франции на побережье Средиземного моря (Лазурный берег), площадь — 5973 км². Своей популярностью среди отдыхающих Лазурный Берег обязан приятному климату — на смену мягкой и тёплой зиме приходит нежаркое лето. Согласно одной из версий, название придумал потрясённый видом «изумительной красоты» бухты коммуны Йер французский писатель и поэт Стефан Льежар — в 1870 году он издал роман под названием «Лазурный Берег».

## Административно-территориальное деление
Департамент включает 3 округа (Бриньоль, Драгиньян и Тулон), 43 кантона и 153 коммуны. В марте 2015 года произошло переподчинение некоторых коммун и сокращение количества кантонов департамента Вар с 43 до 23.
| Количество       | Кантоны департамента Вар |
| ---------------- | --- |
| С 2015 года: 23  | Бриньоль • Видобан • Гареу • Драгиньян • Йер • Ла-Гард • Ла-Кро • Ла-Сен-сюр-Мер-1 • Ла-Сен-сюр-Мер-2 • Ле-Люк • Ольюль • Рокбрюн-сюр-Аржан • Сен-Максимен-ла-Сент-Бом • Сен-Рафаэль • Сен-Сир-сюр-Мер • Сент-Максим • Сольес-Пон • Тулон-1 • Тулон-2 • Тулон-3 • Тулон-4 • Флейоск • Фрежюс |
| До 2015 года: 43 | Баржоль • Бес-сюр-Исоль • Бриньоль • Гримо • Драгиньян • Йер-Ист • Йер-Уэст • Каллас • Коллобриер • Ком-сюр-Артюби • Котиньяк • Кюэр • Ла-Валет-дю-Вар • Ла-Гард • Ла-Кро • Ла-Рокбрюсан • Ла-Сен-сюр-Мер • Ле-Боссе • Ле-Люк • Ле-Мюи • Лорг • Ольюль • Опс • Рьян • Салерн • Сен-Максимен-ла-Сент-Бом • Сен-Мандрие-сюр-Мер • Сен-Рафаэль • Сен-Тропе • Сис-Фур-ле-Плаж • Сольес-Пон • Таверн • Тулон-1 • Тулон-2 • Тулон-3 • Тулон-4 • Тулон-5 • Тулон-6 • Тулон-7 • Тулон-8 • Тулон-9 • Файанс • Фрежюс |